# Лина Медина
Лина Медина Васкес (на испански: Lina Medina Vásquez) от Перу е най-младата майка в историята на медицината. На 14 май 1939 г., когато е на възраст 5 години, 7 месеца и 21 дни, ражда с цезарово сечение своя син Херардо (2,7 kg).
Едва 5-годишна, Лина се изправя пред едно от най-големите предизвикателства в живота си. И до днес тя остава най-младият родител, регистриран в световната медицинска история. Любопитен е фактът, че момичето има менструация още от осеммесечна възраст (според други източници от тригодишна възраст).
Когато е на 5 години, родителите на Лина забелязват, че нещо става с детето им – коремът на момичето се подува и всички смятат, че е някакъв тумор. Когато обаче я завеждат при шаман, става ясно, че детето е бременно и само след един месец ще става майка. Така на 14 май 1939 година на бял свят се появява нейният наследник – напълно здраво момченце с тегло от 2 килограма и 700 грама. Когато лекарите извършват цезаровото сечение, откриват напълно зрели полови органи вследствие на преждевременен пубертет.
Момчето расте напълно нормално, смята Лина за своя сестра до десетата си година, когато разбрал истината. Расте здрав, но през 1979 г., на възраст 40 години, умира от заболяване на костния мозък.
Случаят на Лина Медина предизвиква интереса не само на всички медии, но и на лекарите. Няколко години след като 5-годишното момиче ражда детето си, бащата на Лина завежда нея и бебето при различни специалисти в САЩ. След серия от изследвания е установено, че преждевременното развитие на Лина се дължи на рядък хормонален дисбаланс. Изследвания са правени и на бебето, и всички са категорични – и двете деца се развиват напълно нормално, а нивото им на интелигентност е дори над средното за латиноамериканските деца.[източник? (Поискан днес)]
И до днес мистерията с бременността на Лина остава загадка. Медина никога не разкрива нито личността на бащата, нито обстоятелствата на зачатието. Бащата на момичето е арестуван и разследван за сексуално насилие над деца, но е освободен поради липсва на доказателства. По-късно се появява и друга хипотеза, според която бебето на Лина бил нейният брат-близнак, чиито клетки са се засадили в утробата на момичето още в периода на зародиш.